# Božidar Leiner
Božidar Dragutin Leiner (Čukovec, Ludbreg, 3. travnja 1919. – Hrastovsko, Ludbreg, 3. svibnja 1942.), hrvatski komunist i partizan 
Leiner je rođen u selu Čukovcu kod Ludbrega u obitelji austrijske aristokracije. Otac mu je bio grof porijeklom, a majka baronesa (rođena Huber. Odrastao je uz dvojicu braće (Valtera i Josipa) i sestru Adelu. Osnovnu je školu pohađao u Ludbregu, a srednju u Zagrebu. U Zagrebu je upisao geodetski fakultet. Kao mladić je išao u ludbrešku knjižnicu gdje se susreto s pristašama Komunističkom partijom Hrvatske. Godine 1941. i uspostavom NDH mobiliziran je u domobrane u činu satnika, ali uskoro je s kolegom i dva kamiona oružja i municije pobjegao na Kalnik i osnovao prvi Kalnički partizanski odred. Dok je bio u partizanima većinom je sudjelovao u borbama u varaždinskom kraju. 3. svibnja 1942. Leiner je s četvoricom suboraca upao u ustašku zasjedu u kojoj je poginuo. Pokopan je tri dana poslije na ludbreškom groblju, na dijelu na kojem se pokopavalo odmetnike. Na tom je mjestu poslije rata podignut spomenik u sjećanje na Leinera i drugove. U središtu Hrastovskog nalazi se bista Leineru u čast.